# Rolf Ericson
Rolf Ericson (29 de agosto de 1922  - 16 de junio de 1997) fue un trompetista de jazz sueco. También tocaba el fliscorno. 

## Carrera temprana
Nació en Estocolmo, Suecia.  Se mudó a la ciudad de Nueva York en 1947 y, en 1949, se unió a la big band de Charlie Barnet y luego a Woody Herman en 1950.  Posteriormente, trabajó con Paul Gonsalves, Charlie Parker,  y Charles Mingus.
Al regresar a Suecia en 1950, grabó como líder y con Arne Domnérus, así como para Swinging Swedes  de Leonard Feather y Lars Gullin. Regresó a los Estados Unidos durante 1953-1956 y tocó con las grandes bandas de Charlie Spivak, Harry James, los Dorsey Brothers y Les Brown, y estuvo con los Lighthouse All-Stars.  En 1956 realizó una gira por Suecia y tocó con Ernestine Anderson y Lars Gullin. 

## Carrera posterior
De 1956 a 1965 estuvo de regreso en Estados Unidos, trabajando con Dexter Gordon, Harold Land, Stan Kenton, Woody Herman, Maynard Ferguson, Buddy Rich, Benny Goodman, Gerry Mulligan, Dan Terry, Max Roach y Charles Mingus, entre otros.  Estuvo con la Orquesta de Duke Ellington desde 1963 hasta 1971.  A principios de la década de 1960, realizó tres grabaciones como miembro de la orquesta de Rod Levitt (octeto). Ericson tocó con la Al Porcino Big Band en Berlín a finales de los 70 y principios de los 80.

## Discografía

### Como líder o colíder
- 1956 (mayo): Rolf Ericson & The American Stars (EmArcy, 1958) – Grabado originalmente por Metronome en Sweden, relanzado en CD por Fresh Sound.
- 1956 (junio): Rolf Ericson & The American Stars 1956 with Ernestine Anderson (Dragon, 1995) – con Fresh Sound
- 1972: Oh Pretty Little Neida (Gazell)
- 1975: Don't Get Around Much Anymore – Live at Bullerbyn (Polydor Grammofonverket)
- 1978: Sincerely Ours (Four Leaf Clover) – colíder con Johnny Griffin
- 1985: Stockholm Sweetnin' (Dragon)
- 1989: My Foolish Heart (Interplay) – con Lex Jasper
- 1997: I Love You So... (Amigo)
- 1998: Beautiful Love (Four Leaf Clover) – con la Metropole Orchestra, recorded en Hilversum, Netherlands, 1980–1989

### Como acompañante
Con Jan Allan
- Jan Allan ’70 (MCA, 1970)

Con Chet Baker
- Witch Doctor (Contemporary, 1953 [1985])

Con Curtis Counce
- Exploring the Future (Dooto, 1958)

Con Arne Domnerus
- Arne Domnérus And His Orchestra 1950/1951 With Rolf Ericson Featuring Lars Gullin (Dragon, 2003)
- In Concert With Bengt Hallberg & Rolf Ericson (Phontastic, 1978 [1984])

Con Kenny Dorham
- Scandia Skies (SteepleChase, 1963 [1980])

Con Duke Ellington
- Duke Ellington in Grona Lund 1963 (Storyville, 2014)
- Ellington at Basin Street (Music & Arts, 1964)
- Harlem (Pablo, 1964 [1985])
- Ellington '65 (Reprise, 1964)
- 70th Birthday Concert (Solid State, 1970)
- Duke Ellington in Sweden 1973 featuring Alice Babs (Caprice)

Con Art Farmer
- Listen to Art Farmer and the Orchestra (Mercury, 1962)

Con Maynard Ferguson
- Double Exposure (Atlantic, 1961) – con Chris Connor
- Two's Company (Roulette, 1961) con Chris Connor
- Maynard '61 (Roulette, 1961)
- Maynard '64 (Roulette 1958-62 [1963])

Con Dexter Gordon
- After Hours (SteepleChase, c.1969 [1986])
- After Midnight (SteepleChase, c.1969 [1987])

Con Lars Gullin
- Jazz Amour Affair (Odeon, 1971)

Con Johnny Hodges
- Everybody Knows Johnny Hodges (Impulse! 1964)

Con Quincy Jones
- The Great Wide World of Quincy Jones Live! (Mercury, 1961 [1984])
- Live In Ludwigshafen 1961 (Jazzhaus, 2016)

Con Stan Kenton
- Viva Kenton! (Capitol, 1959)
- Standards in Silhouette (Capitol, 1959)
- Road Show (Capitol, 1959) – con June Christy y The Four Freshmen

Con Harold Land
- Harold in the Land of Jazz (Contemporary, 1958)

Con Rod Levitt
- The Dynamic Sound Patterns (Riverside, 1963)
- Insight (RCA Victor), 1964)
- Solid Ground (RCA Victor, 1965)

Con Charles Mingus
- The Complete Town Hall Concert (Blue Note, 1962 [1994])
- The Black Saint and the Sinner Lady (Impulse!, 1963)
- Mingus Mingus Mingus Mingus Mingus (Impulse!, 1963)

Con Buddy Rich
- Blues Caravan (Verve, 1961)

Con Leo Wright
- It's All Wright - Plays 12 All-Time-Hits (BASF, 1973)